# Дан нулте дискриминације
Дан нулте дискриминације је годишњи дан који сваке године 1. марта обележавају Уједињене нације (УН) и друге међународне организације. Дан има за циљ промовисање једнакости пред законом и у пракси у свим земљама чланицама УН. Дан је први пут прослављен 1. марта 2014. године, а покренуо га је извршни директор UNAIDS Michel Sidibé 27. фебруара те године великим догађајем у Пекингу.
У фебруару 2017. године, UNAIDS је позвао људе да 'праве буку око нулте дискриминације, да се изјасне и спрече да дискриминација стане на пут остварењу амбиција, циљева и снова'.
Тај дан посебно обележавају организације попут UNAIDS-а које се боре против дискриминације људи који живе са ХИВ/АИДС-ом. 'Стигма и дискриминација повезана са ХИВ-ом присутни су и постоје у готово свим деловима света, укључујући и нашу Либерију', рекао је др Иван Ф. Kаманор, председник Националне комисије за сиду Либерије. Програм Организације уједињених нација за развој такође је, 2017. године, одао почаст ЛГБТИ особама са ХИВ/АИДС-ом које се суочавају са дискриминацијом.
Кампањони у Индији су искористили овај дан да се изјасне против закона који чине дискриминацију ЛГБТИ заједнице вероватнијом, посебно током претходне кампање за укидање закона (Индијски кривични закон, одељак 377) који је раније криминализовао хомосексуалност у тој земљи, пре него што је Врховни суд Индије у септембру 2018. године укинуо тај закон.
Јерменски американци у Калифорнији су 2015. године одржали форму протеста 'умрети' на Дан нулте дискриминације у знак сећања на жртве геноцида над Јерменима.